# Wojciech Geyer
Wojciech Stanisław Geyer (ur. 5 lipca 1933 w Warszawie, zm. 21 marca 2018 tamże) – polski prawnik, radca prawny, członek Trybunału Stanu.

## Życiorys
Syn Stanisława i Łucji. Ukończył studia prawnicze na Wydziale Prawa i Administracji Uniwersytetu Warszawskiego. W 1955 podjął praktykę w zawodzie radcy prawnego, pracował m.in. w resortach handlu wewnętrznego i zdrowia, Warszawskim Okręgu Wojskowym i Stowarzyszeniu Dziennikarzy Rzeczypospolitej Polskiej, a także jako pełnomocnik komisji likwidacyjnej RSW Prasa-Książka-Ruch. Założył następnie własne biuro prawne. W latach 1993–1997 był zastępcą członka Trybunału Stanu. W kadencji 2001–2005 zasiadał w Trybunale Stanu z rekomendacji Sojuszu Lewicy Demokratycznej i Unii Pracy.